# Lijst van Nederlandse geletruidragers Ronde van Frankrijk
Dit is een ranglijst van Nederlandse geletruidragers in de Ronde van Frankrijk. Alle vetgedrukte renners zijn nog altijd actief, de edities van de vetgedrukte jaartallen werden daadwerkelijk gewonnen door de renners links in de tabel.

## Ranglijst
|    | Renner               | Jaren                    |
| -- | -------------------- | ------------------------ |
| 22 | Joop Zoetemelk       | 1971 1973 1978 1979 1980 |
| 12 | Wout Wagtmans        | 1954 1955 1956           |
| 10 | Mathieu van der Poel | 2021 2025                |
| 8  | Gerrie Knetemann     | 1978 1979 1980 1981      |
| 4  | Wim van Est          | 1951 1955 1958           |
| 4  | Gerrit Voorting      | 1956 1958                |
| 3  | Jelle Nijdam         | 1987 1988                |
| 3  | Jan Raas             | 1978                     |
| 3  | Teun van Vliet       | 1988                     |
| 2  | Jan Janssen          | 1966 1968                |
| 2  | Ab Geldermans        | 1962                     |
| 2  | Gerben Karstens      | 1974                     |
| 2  | Jacques Hanegraaf    | 1984                     |
| 2  | Johan van der Velde  | 1986                     |
| 2  | Mike Teunissen       | 2019                     |
| 1  | Rini Wagtmans        | 1971                     |
| 1  | Adrie van der Poel   | 1984                     |
| 1  | Henk Lubberding      | 1988                     |
| 1  | Erik Breukink        | 1989                     |
| 85 | 19 renners           | 23 edities               |

## Lijst met alle Nederlandse dragers van de gele trui
| Jaar | Renner               |    | Gepakt na (overgenomen van)      | Kwijtgeraakt na (kwijtgeraakt aan) |
| ---- | -------------------- | -- | -------------------------------- | ---------------------------------- |
| 1951 | Wim van Est          | 1  | 12e etappe ( Roger Lévêque)      | 13e etappe ( Gilbert Bauvin)       |
| 1954 | Wout Wagtmans        | 7  | 1e etappe (eerste drager)        | 4e etappe ( Louison Bobet)         |
| 1954 | Wout Wagtmans        | 7  | 8e etappe ( Louison Bobet)       | 12e etappe ( Gilbert Bauvin)       |
| 1955 | Wout Wagtmans        | 2  | 2e etappe ( Miguel Poblet)       | 4e etappe ( Antonin Rolland)       |
| 1955 | Wim van Est          | 1  | 7e etappe ( Antonin Rolland)     | 8e etappe ( Antonin Rolland)       |
| 1956 | Gerrit Voorting      | 1  | 10e etappe ( Roger Walkowiak)    | 11e etappe ( André Darrigade)      |
| 1956 | Wout Wagtmans        | 3  | 15e etappe ( Jan Adriaensens)    | 18e etappe ( Roger Walkowiak)      |
| 1958 | Wim van Est          | 2  | 3e etappe ( Jos Hoevenaars)      | 5e etappe ( Gilbert Bauvin)        |
| 1958 | Gerrit Voorting      | 3  | 6e etappe ( Gilbert Bauvin)      | 9e etappe ( André Darrigade)       |
| 1962 | Ab Geldermans        | 2  | 6e etappe ( Rudi Altig)          | etappe 8a ( André Darrigade)       |
| 1966 | Jan Janssen          | 1  | 16e etappe ( Karl-Heinz Kunde)   | 17e etappe ( Lucien Aimar)         |
| 1968 | Jan Janssen          | 1  | etappe 22b ( Herman Vanspringel) | Eindwinnaar na etappe 22b          |
| 1971 | Rini Wagtmans        | 1  | etappe 1a ( Eddy Merckx)         | etappe 1b ( Eddy Merckx)           |
| 1971 | Joop Zoetemelk       | 1  | 10e etappe ( Eddy Merckx)        | 11e etappe ( Luis Ocaña)           |
| 1973 | Joop Zoetemelk       | 1  | proloog (eerste drager)          | etappe 1a ( Willy Teirlinck)       |
| 1974 | Gerben Karstens      | 2  | 5e etappe ( Eddy Merckx)         | etappe 6a ( Patrick Sercu)         |
| 1974 | Gerben Karstens      | 2  | etappe 6b ( Patrick Sercu)       | 7e etappe ( Eddy Merckx)           |
| 1978 | Jan Raas             | 3  | etappe 1a (eerste drager)        | 3e etappe ( Jacques Bossis)        |
| 1978 | Gerrie Knetemann     | 2  | 6e etappe ( Klaus-Peter Thaler)  | 8e etappe ( Joseph Bruyère)        |
| 1978 | Joop Zoetemelk       | 4  | 16e etappe ( Joseph Bruyère)     | 20e etappe ( Bernard Hinault)      |
| 1979 | Gerrie Knetemann     | 1  | proloog (eerste drager)          | 1e etappe ( Jean-René Bernaudeau)  |
| 1979 | Joop Zoetemelk       | 6  | 9e etappe ( Bernard Hinault)     | 15e etappe ( Bernard Hinault)      |
| 1980 | Gerrie Knetemann     | 1  | etappe 1b ( Bernard Hinault)     | 2e etappe ( Yvon Bertin)           |
| 1980 | Joop Zoetemelk       | 10 | 13e etappe ( Bernard Hinault)    | Eindwinnaar na 22e etappe          |
| 1981 | Gerrie Knetemann     | 4  | etappe 1b ( Bernard Hinault)     | 5e etappe ( Phil Anderson)         |
| 1984 | Jacques Hanegraaf    | 2  | 2e etappe ( Ludo Peeters)        | 4e etappe ( Adrie van der Poel)    |
| 1984 | Adrie van der Poel   | 1  | 4e etappe ( Jacques Hanegraaf)   | 5e etappe ( Vincent Barteau)       |
| 1986 | Johan van der Velde  | 2  | 5e etappe ( Dominique Gaigne)    | 7e etappe ( Jørgen Vagn Pedersen)  |
| 1987 | Jelle Nijdam         | 1  | proloog (eerste drager)          | 1e etappe ( Lech Piasecki)         |
| 1988 | Teun van Vliet       | 3  | 2e etappe ( Steve Bauer)         | 5e etappe ( Henk Lubberding)       |
| 1988 | Henk Lubberding      | 1  | 5e etappe ( Teun van Vliet)      | 6e etappe ( Jelle Nijdam)          |
| 1988 | Jelle Nijdam         | 2  | 6e etappe ( Henk Lubberding)     | 8e etappe ( Steve Bauer)           |
| 1989 | Erik Breukink        | 1  | proloog (eerste drager)          | 1e etappe ( Acacio da Silva)       |
| 2019 | Mike Teunissen       | 2  | 1e etappe (eerste drager)        | 3e etappe ( Julian Alaphilippe)    |
| 2021 | Mathieu van der Poel | 6  | 2e etappe ( Julian Alaphilippe)  | 8e etappe ( Tadej Pogačar)         |
| 2025 | Mathieu van der Poel | 4  | 2e etappe ( Jasper Philipsen)    | 5e etappe ( Tadej Pogačar)         |
| 2025 | Mathieu van der Poel | 4  | 6e etappe ( Tadej Pogačar)       | 7e etappe ( Tadej Pogačar)         |